# Хохлово (Бєлгородська область)
Хохлово (рос. Хохлово) — село у Бєлгородському районі Бєлгородської області Російської Федерації.
Населення становить 1011  осіб. Входить до складу муніципального утворення Хохловське сільське поселення.

## Історія
Населений пункт розташований у східній частині української суцільної етнічної території — східній Слобожанщині.
Згідно із законом від 20 грудня 2004 року № 159 від 1 січня 2006 року належить до муніципального утворення Хохловське сільське поселення.

## Населення
| 2002 | 2010  |
| ---- | ----- |
| 824  | ↗1011 |